# Adams Roadsters

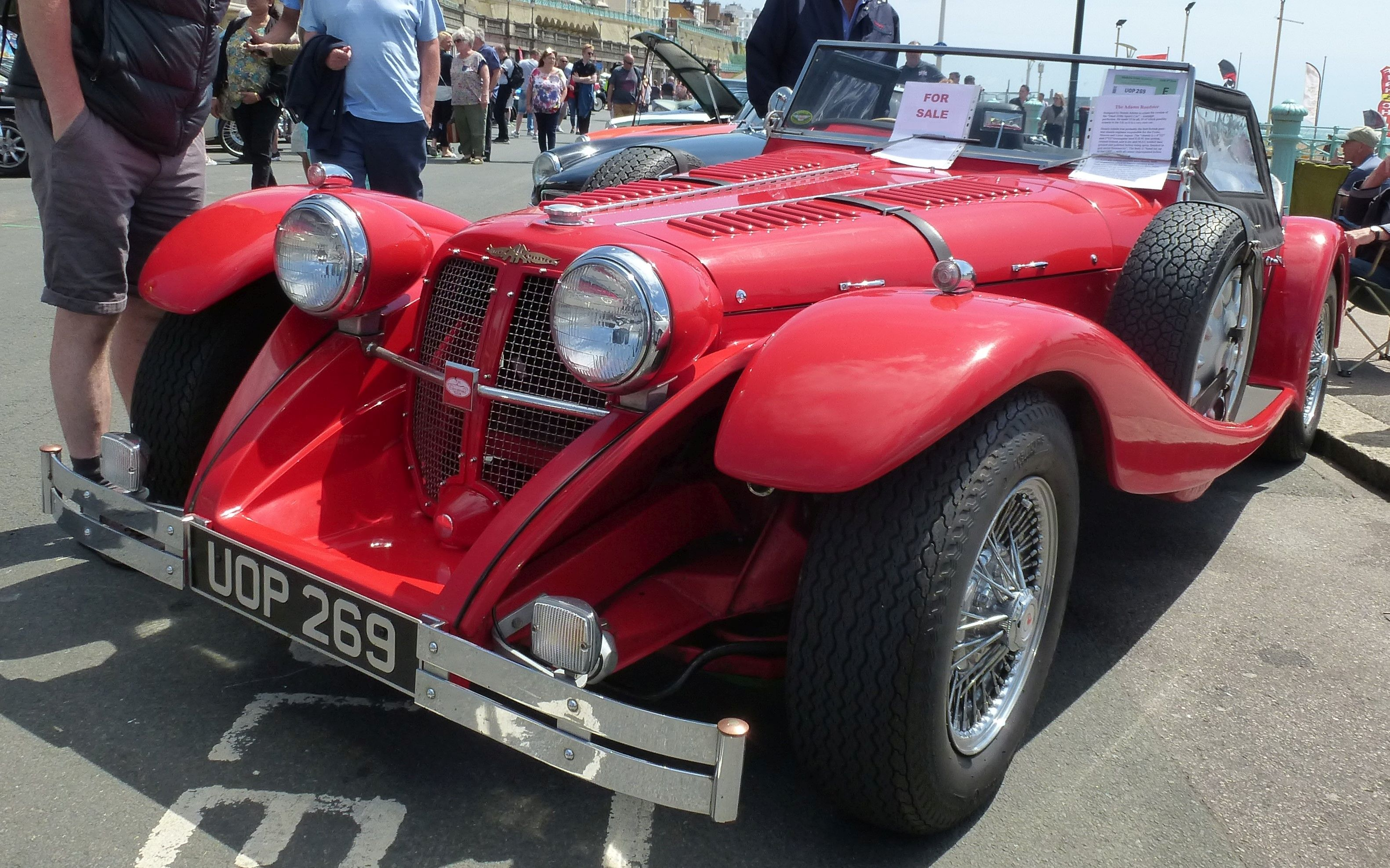
Adams Roadster

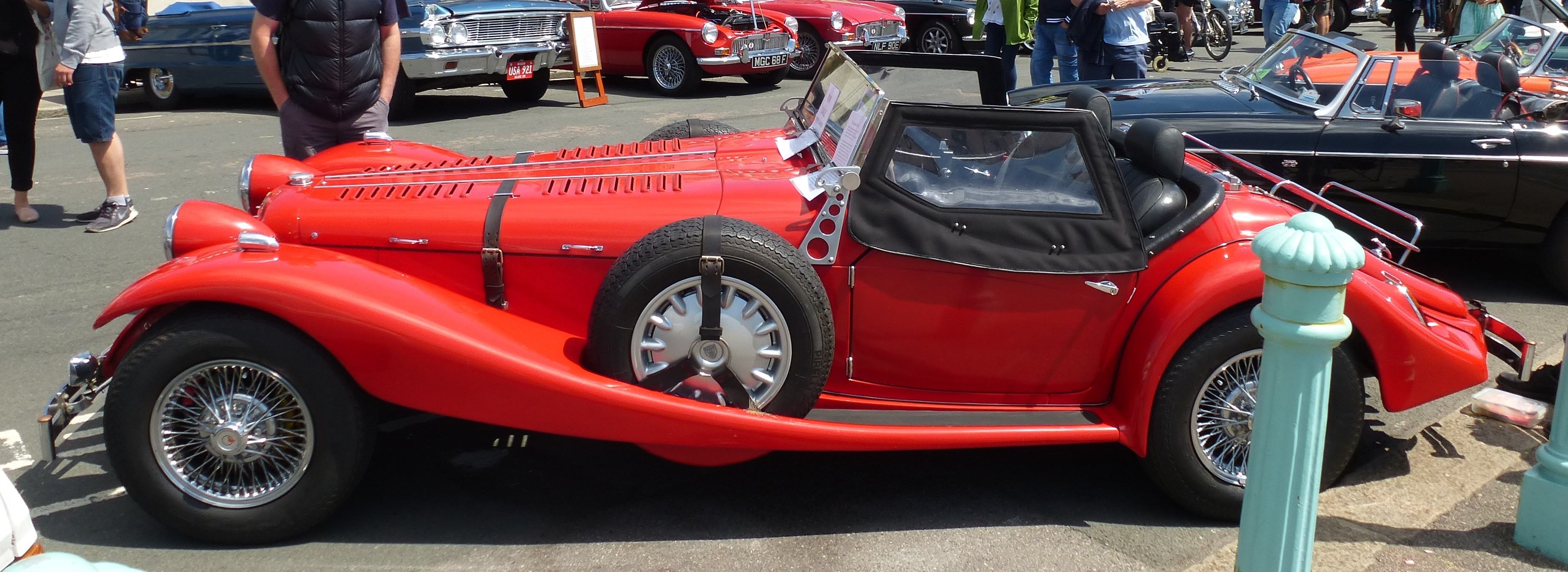
Seitenansicht

Adams Roadsters war ein britisches Unternehmen im Bereich Automobile und ehemaliger Automobilhersteller.

## Unternehmensgeschichte
Dennis Adams, der zuvor Adams Probe Motor leitete, gründete 1982 das Unternehmen in Frome in der Grafschaft Somerset. Er begann 1986 mit der Produktion von Automobilen und Kits. Der Markenname lautete Adams. Ian Peter Fellows und Stephen Leslie Hart waren ab 13. Juli 1991 Direktoren. 1999 endete die Automobilproduktion. Insgesamt entstanden etwa 18 Exemplare. Am 30. August 2011 wurde das Unternehmen aufgelöst.

## Fahrzeuge
Das einzige Modell war der Roadster. Es war ein Fahrzeug im Stile der 1930er Jahre und ähnelte einem S.S. 100. Die Basis stellte ein Leiterrahmen. Darauf wurde eine Karosserie aus Fiberglas montiert. Ein Motor vom Vauxhall Monza trieb den ersten Prototyp an. In den Serienmodellen kamen Antrieb und Sechszylindermotor vom Jaguar XJ 6.